# Vicksburg (Michigan)
Vicksburg – wieś w Stanach Zjednoczonych, w stanie Michigan, w hrabstwie Kalamazoo.